# CentOS
CentOS（セントオーエス）は、Red Hat Enterprise Linux（以下「RHEL」と呼ぶ）と機能的に互換性があることを目指したフリーのLinuxディストリビューションである。
2020年12月8日にCentOSプロジェクトは、RHELのアップストリーム（開発版）であるCentOS Streamの開発にプロジェクトのフォーカスを変更し、CentOS Linux 8のサポートを2021年末で終了すること、RHEL 9のリビルドとしてのCentOS Linux 9をリリースしないことをアナウンスした。なお、CentOS Linux 7は2024年6月までサポートされていた。CentOS Stream 9は2021年12月にリリースされた。

## 概要
レッドハットはRed Hat Enterprise Linuxに含まれているソフトウェアのソースコードをオープンソースライセンスに基づき無償公開している。CentOSはこれをもとに、商標や商用パッケージ等を除去したものをリビルドしている。White Box Enterprise Linux、Scientific Linux等を含めて、一般に「RHELクローン」と呼ばれることもある。ただしCentOSプロジェクトのFAQでは"CentOS Linux is NOT a clone of Red Hat® Enterprise Linux." と明記されておりRHELのクローンではないとしている。
RHELに由来するソースコードは変更されないように意図されているが、CentOS独自の追加機能を提供するリポジトリを提供している。

## 開発
RHELの一般公開されたソースコードにもとづくディストリビューションとしてWhite Box Enterprise Linux が先にリリースされている。これが人気を得たことを契機にCentOSプロジェクトは有志のボランティアにより立ち上げられた。呼び名は「コミュニティベースで開発されたエンタープライズクラスのオペレーティングシステム (Community ENTerprise Operating System) 」に由来する。
開発当初、レッドハットはCentOSの配布・開発に関与してこなかったが、2014年1月にCentOSプロジェクトを支援していくことを表明。プロジェクトの中心メンバーを同社員として迎え入れた。

## ターゲット
ターゲットはRHELと同様に企業のサーバやデスクトップ環境の構築としている。サポートが必要な場合にはレッドハットの製品を勧めるとしている。デスクトップも想定されていることから、高機能なGUI環境も標準で提供されている。LibreOfficeやOracle VM VirtualBoxなどのパッケージや後述のサードパーティーのリポジトリを用いてビジネスソフト、デスクトップ仮想化ソフト、GPUや周辺機器のデバイスドライバ、セキュリティソフト、デジタルコンテンツ制作ツール、メディアプレーヤー、ビデオコーデックなどをインストールすれば、本格的なデスクトップOSとして使用することが可能である。
ライセンス費用が無償であるにもかかわらずサポート期限が非常に長かった。安定性にも優れ一部メーカーのLinux搭載パソコンやワークステーションでの採用も増加しつつある。

## 入手方法
公式及びミラーサーバからCDおよびDVDのISOイメージがHTTPとFTPでダウンロードできる。バージョン7からはBlu-ray DiscのISOイメージも追加されている。

## パッケージ管理

### ツール
CentOSはRed Hat Linuxを源流とするRPM系Linuxに属しており、パッケージ管理システムにYumおよびその後継のDNFを採用している。RHELがRed Hat Networkサーバをデフォルトにしているのに対し、CentOS Mirror Networkが用意されている。

### リポジトリ
CentOSにデフォルトで含まれるリポジトリ (Base, Updates, Addons, Extras, CentOS Plus) に加えて、Fedora提供のepel (Extra Packages for Enterprise Linux) やサードパーティーのNux Dextop リポジトリやRPM Fusion, ELRepo, Les RPM de Remi, RPMForge, JPackageなどがよく使われている。CentOS Plusはデフォルトで無効化されている。RPMForge及びRemiに関しても、オリジナルのパッケージを上書きしてしまう可能性があるとしてインストール後はOFFにして運用することが一般的である。

## バージョン

### 番号の規則
CentOS 6以前はメジャーバージョンとマイナーバージョンの二つより構成される。メジャーバージョンはベースとしたRHELに対応しており、マイナーバージョンはそのRHELのバージョンアップに対応する。例えばCentOS 4.3はRHEL 4 update 3のソースコードよりビルドされており、これとの互換が目標となっている。CentOS 7以降はメジャーバージョンとマイナーバージョンに加えて、タイムスタンプ（年、月）が追加された。例えばCentOS 7.0-1406はRHEL7.0の2014年6月にリリースされたソースコードを基にしていることを示している。

### リスト
メンテナンス更新期限はRHELと同じく10年（CentOS 4以前は約7年）程度と非常に長かった。完全更新は新たな機能の追加とセキュリティパッチ配布を意味し、年2～4回が予定されていた。その後は必要不可欠なセキュリティパッチ配布のみを想定している。
2020年12月に開発方針の転換が発表されており、以後はRHELの開発版がベースとなるCentOS Streamの開発に注力し、安定版がベースとなっていたCentOS Linux 8は2021年を以てサポート終了となった。
| バージョン |                  | アーキテクチャ                   | カーネル    | リリース日     | ベースとなった RHELのリリース日 | 遅延  | 完全更新期限 Full Updates | メンテナンス更新期限 Maintenance Updates |
| ---------- | ---------------- | -------------------------------- | ----------- | -------------- | ------------------------------- | ----- | ------------------------- | ---------------------------------------- |
| 2          | 2.1（最終）      | i386                             | 2.4.9       | 2004年05月14日 | 2002年05月17日                  | 728日 | 2005年05月31日            | 2009年05月31日                           |
| 3          | 3.1              | i386, x86-64, IA-64, s390, s390x | 2.4.21-15   | 2004年03月19日 | 2003年10月23日                  | 148日 | 2006年10月31日            | 2010年10月31日                           |
|            | 3.9（最終）      | i386, x86-64, IA-64, s390, s390x | 2.4.21-50   | 2007年07月26日 | 2007年06月15日                  | 41日  |                           |                                          |
| 4          | 4.0              | i386, x86-64, PowerPC(ベータ版)  | 2.6.9-5     | 2005年03月09日 | 2005年02月14日                  | 23日  | 2009年02月29日            | 2012年02月29日                           |
|            | 4.9（最終）      | i386, x86-64                     | 2.6.9-100   | 2011年03月02日 | 2011年02月16日                  | 14日  |                           |                                          |
| 5          | 5.0              | i386, x86-64                     | 2.6.18-8    | 2007年04月12日 | 2007年03月14日                  | 28日  | 2014年 Q1                 | 2017年03月31日                           |
|            | 5.1              | i386, x86-64                     | 2.6.18-53   | 2007年12月02日 | 2007年11月07日                  | 25日  |                           |                                          |
|            | 5.2              | i386, x86-64                     | 2.6.18-92   | 2008年06月24日 | 2008年05月21日                  | 34日  |                           |                                          |
|            | 5.3              | i386, x86-64                     | 2.6.18-128  | 2009年03月31日 | 2009年01月20日                  | 69日  |                           |                                          |
|            | 5.4              | i386, x86-64                     | 2.6.18-164  | 2009年10月21日 | 2009年09月02日                  | 49日  |                           |                                          |
|            | 5.5              | i386, x86-64                     | 2.6.18-194  | 2010年05月14日 | 2010年03月31日                  | 44日  |                           |                                          |
|            | 5.6              | i386, x86-64                     | 2.6.18-238  | 2011年04月08日 | 2011年01月13日                  | 85日  |                           |                                          |
|            | 5.7              | i386, x86-64                     | 2.6.18-274  | 2011年09月13日 | 2011年07月21日                  | 54日  |                           |                                          |
|            | 5.8              | i386, x86-64                     | 2.6.18-308  | 2012年03月07日 | 2012年02月21日                  | 15日  |                           |                                          |
|            | 5.9              | i386, x86-64                     | 2.6.18-348  | 2013年01月17日 | 2013年01月08日                  | 10日  |                           |                                          |
|            | 5.10             | i386, x86-64                     | 2.6.18-371  | 2013年10月19日 | 2013年09月30日                  | 19日  |                           |                                          |
|            | 5.11（最終）     | i386, x86-64                     | 2.6.18-398  | 2014年09月30日 | 2014年09月16日                  | 14日  |                           |                                          |
| 6          | 6.0              | i386, x86-64                     | 2.6.32-71   | 2011年07月09日 | 2010年11月10日                  | 242日 | 2017年 Q2                 | 2020年11月30日                           |
|            | 6.1              | i386, x86-64                     | 2.6.32-131  | 2011年12月09日 | 2011年05月19日                  | 204日 |                           |                                          |
|            | 6.2              | i386, x86-64                     | 2.6.32-220  | 2011年12月20日 | 2011年12月06日                  | 14日  |                           |                                          |
|            | 6.3              | i386, x86-64                     | 2.6.32-279  | 2012年07月09日 | 2012年06月21日                  | 18日  |                           |                                          |
|            | 6.4              | i386, x86-64                     | 2.6.32-358  | 2013年03月09日 | 2013年02月21日                  | 15日  |                           |                                          |
|            | 6.5              | i386, x86-64                     | 2.6.32-431  | 2013年12月01日 | 2013年11月21日                  | 10日  |                           |                                          |
|            | 6.6              | i386, x86-64                     | 2.6.32-504  | 2014年10月28日 | 2014年10月14日                  | 14日  |                           |                                          |
|            | 6.7              | i386, x86-64                     | 2.6.32-573  | 2015年08月07日 | 2015年07月22日                  | 16日  |                           |                                          |
|            | 6.8              | i386, x86-64                     | 2.6.32-642  | 2016年05月25日 | 2016年05月10日                  | 15日  |                           |                                          |
|            | 6.9              | i386, x86-64                     | 2.6.32-696  | 2017年04月05日 | 2017年03月21日                  | 15日  |                           |                                          |
|            | 6.10（最終）     | i386, x86-64                     | 2.6.32-754  | 2018年07月03日 | 2018年06月19日                  | 14日  |                           |                                          |
| 7          | 7.0-1406         | x86-64                           | 3.10.0-123  | 2014年07月07日 | 2014年06月10日                  | 27日  | 2020年 Q4                 | 2024年06月30日                           |
|            | 7.1-1503         | x86-64                           | 3.10.0-229  | 2015年03月31日 | 2015年03月05日                  | 26日  |                           |                                          |
|            | 7.2-1511         | x86-64                           | 3.10.0-327  | 2015年12月14日 | 2015年11月19日                  | 25日  |                           |                                          |
|            | 7.3-1611         | x86-64                           | 3.10.0-514  | 2016年12月12日 | 2016年11月03日                  | 39日  |                           |                                          |
|            | 7.4-1708         | x86-64                           | 3.10.0-693  | 2017年09月14日 | 2017年08月01日                  | 44日  |                           |                                          |
|            | 7.5-1804         | x86-64                           | 3.10.0-862  | 2018年05月10日 | 2018年04月10日                  | 30日  |                           |                                          |
|            | 7.6-1810         | x86-64                           | 3.10.0-957  | 2018年12月03日 | 2018年10月30日                  | 34日  |                           |                                          |
|            | 7.7-1908         | x86-64                           | 3.10.0-1062 | 2019年09月17日 | 2019年08月06日                  | 42日  |                           |                                          |
|            | 7.8-2003         | x86-64                           | 3.10.0-1127 | 2020年04月27日 | 2020年03月30日                  | 28日  |                           |                                          |
|            | 7.9-2009（最終） | x86-64                           | 3.10.0-1160 | 2020年11月12日 | 2020年09月29日                  | 44日  |                           |                                          |
| 8          | 8.0-1905         | x86-64, POWER8 LE, AArch64       | 4.18.0-80   | 2019年09月24日 | 2019年05月07日                  | 140日 | 2021年12月                | 2021年12月31日                           |
|            | 8.1-1911         | x86-64, POWER8 LE, AArch64       | 4.18.0-147  | 2020年01月15日 | 2019年11月05日                  | 71日  |                           |                                          |
|            | 8.2.2004         | x86-64, POWER8 LE, AArch64       | 4.18.0-193  | 2020年06月15日 | 2020年4月028日                  | 48日  |                           |                                          |
|            | 8.3.2011         | x86-64, POWER8 LE, AArch64       | 4.18.0-240  | 2020年12月07日 | 2020年11月03日                  | 34日  |                           |                                          |
|            | 8.4.2105         | x86-64, POWER8 LE, AArch64       | 4.18.0-305  | 2021年06月03日 | 2021年05月18日                  | 16日  |                           |                                          |
|            | 8.5.2111（最終） | x86-64, POWER8 LE, AArch64       | 4.18.0-348  | 2021年11月16日 | 2021年11月 9日                  | 7日   |                           |                                          |

### アドオン
Software Collections (SCL) はより新しいバージョンもしくはシステムに元来含まれていない動的プログラミング言語、データベースサーバ、それらに関連した様々なパッケージを提供するレポジトリである。これらはCentOSで標準的に提供されるパッケージを置き換えるものではない。/optディレクトリに並行してインストールされて提供される。sclユーティリティによってはアプリケーションごとに選択できる。例えばPerlやMySQLの標準のバージョンはCentOSの基本的なインストールのままである。
| アドオン名                     | アーキテクチャ | CentOSのバージョン | CentOS リリース日 | RHEL リリース日 | 遅延(日) |
| ------------------------------ | -------------- | ------------------ | ----------------- | --------------- | -------- |
| Software Collections (SCL) 1.0 | x86-64         | 6.4                | 2014-02-19        | 2013-09-12      | 160      |
| Developer Toolset 2.0          | i386, x86-64   | 6.4                | N/A               | 2013-09-12      | N/A      |

## アーキテクチャ
CentOSは8ではx86-64、POWER8 LE、AArch64のアーキテクチャをサポートする。7ではx86-64アーキテクチャしかサポートしない。ただしIA-32をサポートしたCentOS 6は依然サポートの対象内である（6は2020年11月末でもってサポート終了とアナウンスされた）。
以下は現在、サポートされていない:
- x86（32ビット）（CentOS 7以降ではサポート外となったが、Alternative Architecture Special Interest Groupでサポート継続[36]）
- i586
- 物理アドレス拡張のないx86（CentOS 6以降ではサポート外）
- IA-64（インテルItanium、64ビット）（CentOS 3、4にてサポート）
- PowerPC/32（G3またはG4のPowerPCプロセッサを搭載したAppleのMacintoshとPower Mac）(CentOS 4にてベータでのサポート)
- IBM メインフレーム (eServer、zSeriesおよびS/390) (CentOS 5以降ではサポート外)
- Alpha （CentOS 4のみでサポート）
- SPARC（CentOS 4のみでサポート）

## 派生品

### CentOS/RHEL派生

Red Hat 系統樹

※CentOS/RHEL派生版一覧に掲載され、パッケージ管理等が同様のもの
| 配布版                     | 説明 |
| -------------------------- | --- |
| AlmaLinux                  | CloudLinux OSの開発元であるCloudLinux Inc.により支援されたコミュニティによるCentOS代替。                                             |
| Asianux                    | アジア5ヵ国の企業が共同開発。Red Hat Enterprise Linux派生。前身はMIRACLE LINUX、Red Flag Linux、Haansoft Linux（韓国製）。開発終了。 |
| ClearOS                    | スモールビジネス向けのサーバーOS。ファイル、印刷、メッセージング、VPNサーバーやUTMの機能を有す。                                     |
| Fermi Linux LTS            | Scientific Linuxの前身。フェルミ国立加速器研究所の研究施設に特有のソフトウェアを追加。                                               |
| MIRACLE LINUX              | サイバートラストが提供する無償かつ日本製のCentOS代替。                                                                               |
| Oracle Linux               | OracleがOracle製品に最適化したUnbreakable Enterprise Kernel（UEK）を採用。                                                           |
| Red Flag Linux             | 紅旗Linuxを参照。中国製。Asianuxへと移行。                                                                                           |
| Rocks Cluster Distribution | コンピュータ・クラスター向け。現在はCentOSベースである。                                                                             |
| Rocky Linux                | CentOS創設者の一人であるGregory Kurtzer氏が立ち上げたコミュニティによるCentOS代替。                                                  |
| Scientific Linux           | Fermi Linuxの後継。Red Hat Enterprise Linuxのクローン。                                                                              |
| SME Server                 | CentOSから派生。 |

### その他
- NuOnce Networks CentOS / BlueQuartz CD
- BlueOnyx
- Openfiler
- Trixbox, a PBX solution
- XenEnterprise
- PBX in a Flash
- FreePBX Distro